# Вівдиченко Іван Іванович
Іван Іванович Вівдиченко (нар. 26 вересня 1907, місто Охтирка, тепер Сумської області — 13 липня 1973, місто Київ) — український радянський діяч. Депутат Верховної Ради УРСР 2—7-го скликань. Член ЦК КПУ в 1956—1971 роках.

## Біографія

Могила Івана Вівдиченка

У 1925 році закінчив індустріальну профшколу. Трудову діяльність розпочав 1925 року робітником Дніпропетровського заводу імені Г. І. Петровського. З 1926 року працював слюсарем на електростанції, трактористом дитячої трудової колонії Наркомпросу Української СРР в місті Охтирці та механіком сумського заводу «Електрохліб». У 1933 році без відриву від виробництва закінчив Сумський машинобудівний інститут, працював начальником цеху Сумського машинобудівного заводу імені М. В. Фрунзе.
З 1935 року директор Сумської філії Харківського інституту підвищення кваліфікації інженерно-технічних працівників. 
З 1937 до березня 1938 року — інструктор промислово-транспортного відділу ЦК КП(б) України. З березня 1938 року — відповідальний організатор відділу керівних партійних органів ЦК КП(б)У по Молдавській АРСР.
З липня по грудень 1939 року — завідувач сектору кадрів машинобудування відділу кадрів ЦК КП(б)У. З грудня 1939 року — заступник завідувача відділу кадрів ЦК КП(б)У. З 1938 по 1971 роки депутат Верховної Ради УРСР з 2 по 7 скликання.
З травня 1941 року — секретар з машинобудівної промисловості і завідувач відділу машинобудівної промисловості ЦК КП(б) України.
Учасник німецько-радянської війни. З 1941 року уповноважений Військових Рад Південно-Західного, Сталінградського і Донського фронтів.
З 1943 по березень 1944 року — заступник секретаря ЦК КП(б) України з машинобудівної промисловості.
З березня 1944 по березень 1948 року — 1-й заступник завідувача відділу кадрів ЦК КП(б)У, 1-й заступник начальника Управління кадрів ЦК КП(б)У.
З березня 1948 по квітень 1950 року — інспектор ЦК КП(б)У.
З квітня 1950 по липень 1954 року працював Керуючим справами Ради Міністрів УРСР.
З липня 1954 до 1968 року — завідувач відділу партійних органів (з 1965 року — відділу організаційно-партійної роботи) ЦК Комуністичної партії України. З 21 січня 1956 року по 17 березня 1971 року — член ЦК Компартії України.
З 1968 року — персональний пенсіонер союзного значення в Києві. Був співробітником Інституту історії партії при ЦК КПУ. Похований у Києві на Байковому кладовищі.

## Нагороди
Нагороджений
- орденами Леніна (26.02.1958), Трудового Червоного Прапора (9.07.1966), «Знак Пошани», Вітчизняної війни І ступеня;
- медалями «За оборону Сталінграда», «За перемогу над Німеччиною у Великій Вітчизняній війні 1941 — 1945 рр.», «За доблесну працю у Великій Вітчизняній війні 1941 — 1945 рр.», «Партизанові Вітчизняної війни» І ступеня, «За трудову доблесть»;
- Почесна грамота Президії Верховної Ради Української РСР (25.09.1967)